# Dragon Ball: Daimaō fukkatsu
Dragon Ball: Daimaō fukkatsu (ドラゴンボール 大魔王復活?, Doragon Bōru Daimaō fukkatsu) è un videogioco di ruolo uscito esclusivamente in Giappone, sviluppato da TOSE Software Co. e pubblicato da Bandai esclusivamente per Famicom nel 1988. È il secondo videogioco ad essere basato su Dragon Ball a uscire su Famicom, dopo Dragon Ball: Shenlong no Nazo, uscito in occidente come Dragon Power con tutti i riferimenti a Dragon Ball rimossi, ed è il primo gioco della serie ad essere un videogioco di ruolo.

## Trama[1]
Il gioco è ambientato durante la Saga del Grande Mago Piccolo, ma con alcune differenze: Crilin non viene ucciso al Torneo di Arti Marziali, ma alla Kame House, dove l'avventura ha inizio. Dopo uno scontro con il demone Tamburello, Son Goku si reca nella Città dell'Ovest per ricevere il Dragon Radar da Bulma, e poi alla Scuola dei Mutaforma per trovare Olong e Pual. Dopo aver affrontato i demoni che avevano preso il posto dei suoi amici nella loro scuola, Goku si dirige al Villaggio Jingle per trovare le Sfere del Drago, incontra Ottone alla Muscle Tower, sconfigge la banda di Pilaf (che cerca a sua volta le Sfere del Drago) e trova la Sfera con Due Stelle. Dopo aver preso un sottomarino alla Kame House, Goku e i suoi amici partono per il Covo dei Pirati, dove trovano il demone Banjo e la Sfera con Tre Stelle, che viene però rubata da Taobaibai. Dopo aver sconfitto il mercenario, Goku va a fare visita a Baba la Vecchia Sibilla, che gli comunica l'ubicazione di due delle Sfere del Drago, che si trovano nel Castello di Pilaf. La Pilaf Machine viene distrutta ancora una volta da Goku, che trova la Sfera con Cinque Stelle e la Sfera con Sei Stelle. Va così nella Sacra Terra di Karin, dove incontra alcuni membri della Scuola della Gru (oltre che gli alleati Bora e Upa), batte l'Eremita della Gru, ottenendo la Sfera con Sette Stelle, e incontra Karin in cima alla sua Torre. Al Villaggio Pinguino, Son Goku incontra Arale Norimaki, Senbei Norimaki, Gacchan e Yajirobei, sconfigge Toninjinka nella Scuola Superiore del Villaggio Pinguino, il demone Cembalo, l'alieno Synthesizer e trova la Sfera con Una Stella e la Sfera con Quattro Stelle. Con le sette Sfere del Drago, Goku evoca il Dio Dragon Shenron e desidera un sentiero verso la Remota Terra di Konpei, in cui Son Goku incontra appunto Lord Konpei, che apre un passaggio verso il Palazzo di Piccolo. Lì, Goku sconfigge i demoni Organo e Tamburo, e incontra il fantasma di Crilin, per poi distruggere il Palazzo. Infine, Goku si dirige verso il Castello del Re, abitazione del Re della Terra, e sconfigge il Grande Mago Piccolo. Il gioco finisce con la NBS News che annuncia in televisione la fine del regno di Piccolo.

## Modalità di gioco
Dragon Ball: Daimaō Fukkatsu utilizza un modello simile a quello di un gioco da tavola, e le battaglie si svolgono tramite un gioco di carte. Il giocatore controlla Goku e si muove nel tabellone di gioco per raggiungere una certa destinazione, incontrando nel suo viaggio vari personaggi: alcuni di essi offrono informazioni a Goku, mentre altri devono essere sconfitti. L'esito della battaglia è determinato da come vengono giocate le carte generate casualmente nella mano del giocatore e dell'avversario. Il giocatore gira le carte in un certo ordine, e le azioni da lui compiute vengono mostrate tramite una battaglia animata mostrata a schermo. Arrivato alla destinazione prefissata, Son Goku si muove in un'ambientazione aperta, in cui può parlare con altri personaggi, investigare o utilizzare oggetti. Ci sono trappole che possono danneggiare Goku o addirittura far finire la partita. Per salvare il gioco, viene utilizzato un sistema di password.

### Carte[1]
Ci sono diversi tipi di carte nel gioco, alcune fuori dalle lotte e alcune durante le battaglie.
Carte Fortuna
Per ogni suo movimento nel tabellone, Son Goku pesca una carta. Rispetto alla carta che viene pescata, succede qualcosa:
- Carta del Grande Mago Piccolo: appare un nemico.
- Carta della Sibilla Baba: può succedere che si debba pescare un'altra carta, allenarsi, o può avvenire un "esaurimento nervoso", e le carte nella mano del giocatore vengono forzatamente sostituite con altre.
- Carta di Shenron: pranza (Goku recupera il 25% della forza), mangia i Senzu (Goku recupera tutta la forza), aumenta il livello di un altro personaggio, o rimpiazza una carta scelta casualmente.
- Carta di Mr. Popo: non succede nulla.

Carte Battaglia
Ci sono tre tipi di carte che possono essere utilizzate in battaglia:
- Carte Stella: utilizzate per controllare i movimenti di Son Goku sulla mappa. La distanza che viene percorsa dipende dal numero di stelle sulla carta giocata. Il numero di stelle sulle carte va da 1 a 7.
- Carte Attacco: usate per attaccare l'avversario durante la battaglia. Chi ha il più alto numero di stelle sulla carta può effettuare l'attacco, se invece c'è un pareggio nessuno attacca. Ci sono diverse Carte Attacco nel gioco, ognuna con un kanji che denota il suo tipo di attacco:
  - 拳: Pugno.
  - 蹴: Calcio.
  - 連: Combo pugno e calcio.
  - 棒: Bastone Nyoi.
  - 必: Attacco Speciale - Il giocatore può scegliere tra 5 tecniche caratteristiche di Son Goku. Più una tecnica viene utilizzata, più diventa potente. Le tecniche tra cui il giocatore può scegliere sono Carta-forbice-sasso, Kamehameha (più avanti sostituita dalla Super Kamehameha), Kamehameha Volante, Hasshuken e Tecnica dell'Immagine Residua (più avanti rimpiazzata dalla Doppia Immagine Residua, a sua volta rimpiazzata dalla più forte Tripla Immagine Residua).
  - 逃: Il giocatore fugge dall'incontro.
  - ？: Attacco casuale.
- Carte Numerate con Kanji: Carte utilizzate per la difesa. Se il numero scritto in kanji è abbastanza alto, Goku potrebbe riuscire a schivare l'attacco dell'avversario, senza quindi subire danno. Il kanji delle carte va da 1 a 9.

## Accoglienza
Il gioco ha venduto un totale di 1,25 milioni di copie in Giappone.

## Seguiti
Pur essendo un seguito di Dragon Ball: Shenron no nazo, Dragon Ball: Daimaō fukkatsu è il primo titolo della serie secondaria Gokuden. La serie è costituita da:
- Dragon Ball: Daimaō fukkatsu (1988, Famicom)
- Dragon Ball 3: Gokuden (1989, Famicom)
- Dragon Ball Z: Kyōshū! Saiyan (1990, Famicom)
- Dragon Ball Z II: Gekishin Freeza (1991, Famicom)
- Dragon Ball Z: Super Saiyan densetsu (1992, Super Famicom)
- Dragon Ball Z III: Ressen jinzōningen (1992, Famicom)
- Dragon Ball Z Gaiden: Saiyajin zetsumetsu keikaku (1993, Famicom)
- Dragon Ball (2003, WonderSwan Color)

Il settimo gioco della serie, Dragon Ball Z Gaiden: Saiyajin zetsumetsu keikaku, ha generato un'ulteriore serie secondaria, di cui fanno parte insieme ad esso i giochi Dragon Ball Z: Shin Saiyajin zetsumetsu keikaku chikyuu hen e Dragon Ball Z: Shin Saiyajin zetsumetsu keikaku uchuu hen per Playdia. Nel 1993 è uscita una miniserie OAV omonima al primo gioco della serie secondaria, che ha ispirato indirettamente anche il remake dell'OAV, ovvero Dragon Ball - Piano per lo sterminio dei Super Saiyan, uscito nel 2010 e contenuto all'interno del videogioco Dragon Ball: Raging Blast 2.
La serie Super Gokuden ha seguito la serie Gokuden su Super Famicom. I giochi della serie sono Dragon Ball Z: Super Gokuden: Totsugeki-Hen e Dragon Ball Z: Super Gokuden: Kakusei-Hen.
Anche i giochi Dragon Ball Z: Goku hishōden e Dragon Ball Z: Goku gekitōden, usciti su Game Boy sono considerati seguiti spirituali di Gokuden.
Inoltre, Dragon Ball: Shenron no nazo, Dragon Ball: Daimaō fukkatsu e Dragon Ball Z: Kyōshū! Saiyan sono inclusi nella compilation per Nintendo 3DS J Legend Retsuden del 2013, mentre Dragon Ball Z II: Gekishin Freeza è disponibile come DLC.